# فريد الديب
فريد عباس الديب؛ (23 أكتوبر 1943 - 25 أكتوبر 2022) هو محامٍ مصري ولد في حي القلعة بمحافظة القاهرة.

## سيرته
ولد فريد عباس الديب في حي القلعة في مدينة القاهرة وتحديداً في منزل جده (لوالده) في (23 أكتوبر 1943)، وتلقى تعليمه الابتدائي وحفظ القرآن الكريم بكتاب السيدة زينب والتحق بكلية الحقوق سنة 1958 وتخرج فيها عام 1963 بتقدير جيد جداً. عُيِّن وكيلاً للنيابة العامة في جنوب القاهرة ثم وكيلاً للنيابة بالوايلي ثم شرق القاهرة، ونيابة سوهاج ثم أُدين في مذبحة القضاة عام 1969، واستُبعد و 127 قاضياً وعضواً للنيابة. عمل بعدها بوزارة العمل ثم بجامعة الدول العربية حيث المنظمة الدولية لمكافحة الجريمة وبدأت رحلته في المحاماة منذ عام 1971 حتى وفاته. وفي يوم الثاني والعشرين من شهر فبراير لعام 2011 قبل الديب الدفاع عن وزير الداخلية المصري السابق حبيب العادلي في قضايا الفساد الموجهة ضده، وبعد ثورة 25 يناير في مصر، تولِى فريد الديب الدفاع عن الرئيس المصري محمد حسني مبارك وعائلته، وكذلك الدفاع عن وزير الداخلية حبيب العادلي، وعن عدد من كبار رموز النظام القديم في مصر والذين اتهمو بقتل المتظاهرين السلميين، وبقضايا فساد مالي عديدة.

## قضاياه الشهيرة
- تولى قضية الدفاع عن الرئيس المصري حسني مبارك (محاكمة القرن).
- قضية الأديب العالمي نجيب محفوظ.
- قضية الكاتب محمود السعدني.
- قضية الكاتب إبراهيم سعدة.
- قضية الكاتب مصطفى أمين.
- قضية الدكتور سعد الدين إبراهيم.
- قضية مدير مركز ابن خلدون.
- قضية الفنانة يسرا.
- قضية ثناء شافع.
- قضية الفنانة نجوى فؤاد.
- قضية الفنانة فيفي عبده.
- قضية الفنان مدحت صالح.
- قضية رجل الأعمال حسام أبو الفتوح.
- قضية علية العيوطي.
- وهو أيضاً محامي عائلة الرئيس المصري الراحل محمد أنور السادات في قضية التشهير التي أقامتها أسرته ضد صحيفة العربي الناصري التي اتهمت الرئيس الراحل بالخيانة.

## قضاياه الخاسرة
- خسر قضية الجاسوس عزام عزام سنة 1997.
- خسر قضية الدكتور أيمن نور، مؤسس حزب الغد.
- خسر قضية أيمن عبد المنعم، مدير مكتب وزير الثقافة لقطاع الآثار.
- خسر قضية محمد الوكيل، رئيس قطاع الأخبار بالتليفزيون المصري.